# Bottesford
Bottesford is een civil parish in het bestuurlijke gebied Melton, in het Engelse graafschap Leicestershire met 3587 inwoners.

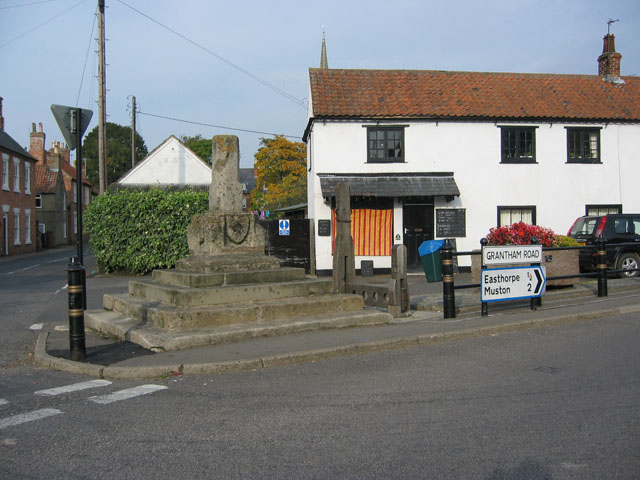
Market Cross
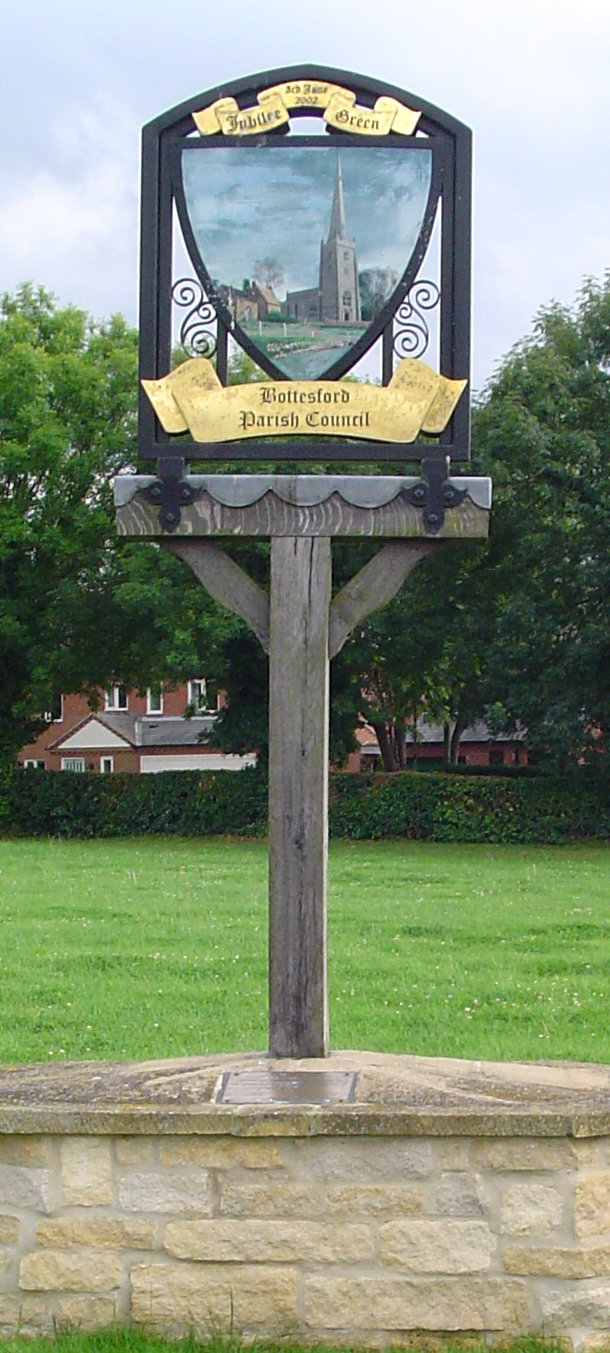
Bottesford